# Abernyte

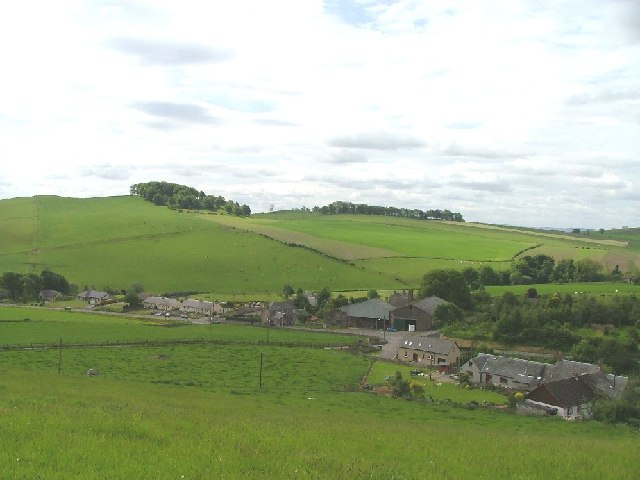
Blick auf den Ort

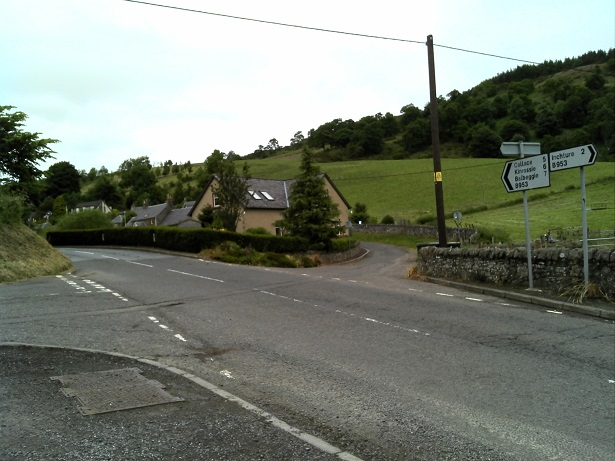
Durchgangsstraße in Abernyte

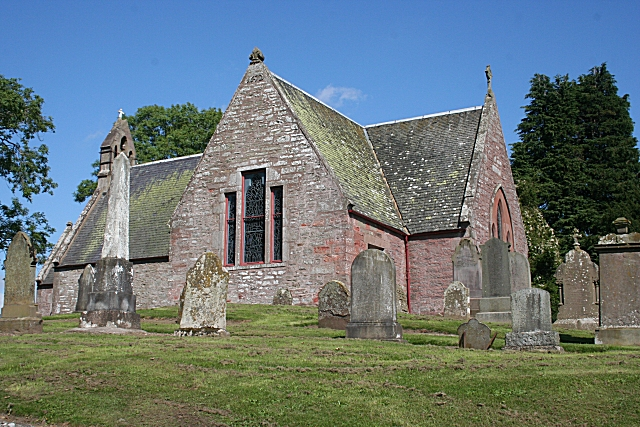
Die Kirche mit dem Friedhof

Abernyte ist eine Ortschaft, die im Norden von Schottland zwischen Perth im Südwesten und Dundee im Südosten in der Council Area Perth and Kinross liegt. Im Rahmen der historischen Gliederung Schottlands in Civil Parishes bildet es den Hauptort einer gleichnamigen Einheit, die zu Perthshire gehörte.

## Geographie
Abernyte liegt in einem dünn besiedelten Umland in einem Tal, das in den östlichen Teil der Hügelkette Sidlaw Hills fällt. Der hier entspringende Bach Abernyte Burn fließt nach Südosten und mündet in einen Zufluss des Firth of Tay. Abernyte ist als landwirtschaftliche Siedlung entstanden, seine Häuser erstrecken sich im Wesentlichen entlang einer einzigen Straße.
Nach Perth sind es etwa 18 Kilometer. Die den Ort durchziehende Straße B953 verbindet Balbeggie im Südwesten mit Inchture im Südosten. Kleinere Ortschaften in der Nähe sind Tullybaccart im Norden, Kinnaird im Südwesten, Ballindean im Süden sowie Baledgarno im Südosten.

## Historisch Bedeutsames
In Abernyte finden sich mehrere Bauwerke, die als Listed Building in unterschiedlichen Kategorien unter Denkmalschutz stehen. Es sind die Old Smithy of Abernyte, das Balfour Cottage, sowie die Häuser The Bield und Stewart. Hinzu kommen die etwas außerhalb im Osten gelegene Kirche Abernyte Parish Church. Der zugehörige Friedhof ist separat geschützt. sowie das, daneben stehende Gavinton House.